# Eleccions al Parlament de Galícia de 2024
Les eleccions al Parlament de Galícia de 2024 es varen celebrar el 18 de febrer de 2024, per triar els 75 diputats de la XII legislatura de Galícia.

## Antecedents
Amb la dimissió de Pablo Casado com a president del Partit Popular al 2022, Alberto Núñez Feijóo, president de la Xunta de Galicia des del 2009, es presentaria com a candidat en el XX Congrés Extraordinari del seu partit celebrat els dies 1 i 2 d'abril del mateix any, sent escollit amb el 98,35% dels vots. Així, va haver de dimitir del seu anterior càrrec i el succeiria el llavors vicepresident Alfonso Rueda. Aquest canvi suposaria alhora un procés de renovació per al PP de Galícia, que aconseguiria en les següents eleccions municipals de 2023 recuperar prop de 50.000 vots i consolidar-se com a primera força en el 95% dels municipis. Per altra banda, el partit independentista gallec BNG també pujaria amb força, amb 54.000 vots i 134 regidors, mentre que el més perjudicat va ser els socialistes PSG-PSOE, amb una pèrdua de 70.000 vots.
Uns mesos després se celebrarien les eleccions generals anticipades de 2023, en les quals Núñez Feijoo quedaria a les portes de la majoria absoluta que li atorgaven gairebé totes les enquestes electorals, suposant un cop dur a l'estratègia del PP. Així però, a nivell autonòmic el PPdeG obtindria bons resultats, sostraient tres escons al PSG, mentre que el BNG malgrat augmentar suports quedaria amb el mateix diputat. Amb aquest sol diputat i la necessitat del PSOE per aconseguir la investidura, el BNG aprofitaria per arribar a compromisos beneficiosos per a Galícia, com la creació d'un servei de rodalies i la condonació d'una part del deute del FLA.
A finals d'any, Alfonso Rueda anunciaria la convocatòria d'eleccions per al 18 de febrer, un avançament que l'oposició consideraria una estratègia per aprofitar l'embranzida de les protestes contra la Llei d'Amnistia i evitar el desgast que havia suposat perdre les eleccions generals.

## Sistema electoral
Les eleccions al Parlament reparteixen un total de 75 escons i s'aplica un règim electoral basat en quatre aspectes:
- Circumscripció provincial plurinominal.
- Sistema D'Hondt, com a sistema de repartiment d'escons.
- Barrera electoral provincial del 5% dels vots vàlids.
- Llista electoral tancada complint la proporció de dues persones de cada sexe per cada cinc llocs.

La llei electoral autonòmica estableix que el repartiment dels 75 escons entre les províncies es realitza assegurant un mínim de deu escons per província i posteriorment es reparteixen els escons proporcionalment a la població. El repartiment d'escons és següent:
| Galícia 2.693.624 hab. 75 escons | Prov. | La Corunya | Pontevedra | Lugo      | Ourense   |
| Galícia 2.693.624 hab. 75 escons | Pob.  | 1.088.386  | 911.704    | 337.734   | 355.800   |
| Galícia 2.693.624 hab. 75 escons | Esc.  | 25 escons  | 22 escons  | 14 escons | 14 escons |

## Candidatures
A continuació, es mostra una llista dels principals partits i aliances electorals que concorren a les eleccions, ordenats de major a menor nombre d'escons en la legislatura prèvia a la convocatòria d'eleccions. El partit que conforma el govern en el moment de les eleccions està ombrejat en verd clar.
| Candidatura | Candidatura                           | Candidat a president | Candidat a president      | Ideología                                       | Escons |
| ----------- | ------------------------------------- | -------------------- | ------------------------- | ----------------------------------------------- | ------ |
|             | Partit Popular de Galícia             |                      | Alfonso Rueda (President) | Centredreta a dreta Democràcia cristiana        | 42     |
|             | Bloque Nacionalista Galego            |                      | Ana Pontón                | Esquerra a extrema esquerra Nacionalisme gallec | 19     |
|             | PSdeG-PSOE                            |                      | José Ramón Gómez Besteiro | Centreesquerra Socialdemocràcia                 | 14     |
|             | Sumar Galícia                         | sensemarc            | Marta Lois                | Esquerra Ecologisme                             | 0      |
|             | Vox                                   | sensemarc            | Álvaro Díaz-Mella         | Extrema dreta Ultranacionalisme                 | 0      |
|             | Podemos Galícia-AV                    | sensemarc            | Isabel Faraldo            | Esquerra a extrema esquerra Ecologisme          | 0      |
|             | Democracia Ourensana                  | sensemarc            | Armando Ojea              | Partit d'arreplega                              | 0      |
|             | Partit Animalista Amb el Medi Ambient | sensemarc            | Manuela García López      | Centreesquerra a esquerra                       | 0      |
|             | Escanos en Branco                     | sensemarc            | Diego Troncoso Casal      | Vot en blanc computable                         | 0      |
|             | Por un mundo máis xusto               | sensemarc            | Marina Fernández Delgado  | Humanisme                                       | 0      |
|             | Espazo Común Galeguista               | sensemarc            | Pachi Vázquez             | Centre                                          | 0      |

## Campanya electoral
La campanya electoral començaria el 2 de febrer, en unes eleccions que es consideren especialment renyides i obertes.

### Lemes de campanya
- PPdeG: A Galicia que funciona / La Galícia que funciona
- BNG: Agora! / Ara!
- PSdeG: Desta vai / Aquesta va
- Sumar Galícia: Farémolo posible / Ho farem possible
- Vox: Galícia a mejor / Galícia millor
- Podem Galícia: Defende as túas ideas / Defensa les teves idees
- Democràcia Ourensana: Ourense en marcha / Ourense en marxa

## Jornada electoral

### Participació
| Província              | Hora   | Hora   | Hora   | Hora   | Hora   | Hora    | Variació |
| Província              | 12:00  | 12:00  | 17:00  | 17:00  | 20:00  | 20:00   | Variació |
| Província              | 12J    | 18F    | 12J    | 18F    | 12J    | 18F     | Variació |
| La Coruña              | 18,79% | 16,73% | 42,84% | 48,57% | 57,97% | 66,17%  | + 16,55% |
| Lugo                   | 18,20% | 17,76% | 43,60% | 49,75% | 59,97% | 69,83%  | + 21,56% |
| Ourense                | 21,70% | 19,28% | 41,89% | 50,19% | 60,79% | 68,96%  | + 25,05% |
| Pontevedra             | 19,85% | 16,66% | 42,69% | 49,34% | 58,95% | 67,24%  | + 16,80% |
| Total                  | 19,42% | 17,12% | 42,97% | 49,17% | 58,88% | 67,30 % | + 18,34% |
| Font: Junta de Galícia |        |        |        |        |        |         |          |

## Resultats
|                    |                                                      |           |           |           |         |        |
| Partits            | Partits                                              | Resultats | Resultats | Resultats | Escons  | Escons |
| Partits            | Partits                                              | Vots      | %         | +/-       | Total   | +/−    |
|                    | Partit Popular de Galícia (PPdeG)                    | 700,491   | 47.36     | –0.60     | 40 / 75 | 2      |
|                    | Bloque Nacionalista Galego (BNG)                     | 467,074   | 31.58     | +7.79     | 25 / 75 | 6      |
|                    | Partit dels Socialistes de Galícia-PSOE (PSdeG-PSOE) | 207,691   | 14.04     | –5.35     | 9 / 75  | 5      |
|                    | Vox                                                  | 32,493    | 2.20      | +0.15     | 0 / 75  | =      |
|                    | Sumar Galícia                                        | 28,171    | 1.90      | Nou       | 0 / 75  | Nou    |
|                    | Democràcia Ourensana (DO)                            | 15,312    | 1.04      | Nou       | 1 / 75  | Nou    |
|                    | Partit Animalista Amb el Medi Ambient (PACMA)        | 5,373     | 0.36      | –0.10     | 0 / 75  | =      |
|                    | Podemos Galícia - Aliança Verda (Podemos-AV)         | 3,854     | 0.26      | Nou       | 0 / 75  | Nou    |
|                    | Escanos en Branco (EB)                               | 2,744     | 0.19      | +0.15     | 0 / 75  | =      |
|                    | Espazo Común Galeguista (ECG)                        | 1,542     | 0.10      | Nou       | 0 / 75  | Nou    |
|                    | Por un mundo máis xusto (PUM+J)                      | 1,470     | 0.10      | +0.04     | 0 / 75  | =      |
| En blanc           | En blanc                                             | 12,849    | 0.87      | –0.03     |         |        |
|                    |                                                      |           |           |           |         |        |
| Total              | Total                                                | 1,479,064 |           |           | 75      | ±0     |
|                    |                                                      |           |           |           |         |        |
| Vots vàlids        | Vots vàlids                                          | 1,479,064 | 99.07     | –0.02     |         |        |
| Vots invàlids      | Vots invàlids                                        | 13,955    | 0.93      | +0.02     |         |        |
| Participació       | Participació                                         | 1,493,019 |           |           |         |        |
| Abstencions        |                                                      |           |           |           |         |        |
| Votants registrats | Votants registrats                                   | 2,693,624 |           |           |         |        |
|                    |                                                      |           |           |           |         |        |
| Fonts              |                                                      |           |           |           |         |        |

### Resultats per províncies
| Candidatures més votades      | Candidatures més votades                       |
| ----------------------------- | ---------------------------------------------- |
|                               |                                                |
| Circumscripcions (Províncies) | Força de vot de cada partit per circumscripció |